# Dasyhelea pallivittae
Dasyhelea pallivittae är en tvåvingeart som beskrevs av Tokunaga 1959. Dasyhelea pallivittae ingår i släktet Dasyhelea och familjen svidknott. Inga underarter finns listade i Catalogue of Life.